# Brian De Palma
Brian Russell De Palma (født 11. september 1940 i Newark, New Jersey, USA) er en amerikansk filminstruktør, der er kendt for sine psykologiske thrillere. Han fik sit store gennembrud med Stephen King-filmatiseringen Carrie (1976) og har siden instrueret blandt andet Scarface (1983), De uovervindelige (1987) og Mission: Impossible (1996).